# Kaiko Moti
Kaiko Moti (1921–1989) foi um pintor e artista de gravura franco-indiano. Ele nasceu em 1921 em Bombaim, Índia, e estudou na Escola de Belas Artes de Bombaim. 
Em 1946, mudou-se para Londres, Inglaterra, onde estudou na Slade School of Fine Arts (popularmente conhecida apenas como Slade).
Em 1950, mudou-se para Paris, onde trabalhou com o também artista de gravura Stanley William Hayter no grupo de artistas Atelier 17. Durante esse período, desenvolveu técnicas de impressão de viscosidade, e uma de suas obras está incluída na coleção do Museu Britânico.
Posteriormente, ele levou essas habilidades à Universidade de Wisconsin, onde trabalhou com Dean Meeker e ensinou suas técnicas de gravura ao artista japonês Hitoshi Nakazato.

## Coleções
O trabalho de Moti está na coleção permanente do British Museum, do Victoria and Albert Museum, do Musée d’Art Moderne de Paris, entre outros locais.

## Origem do nome e contexto
O nome árabe Kaiko, derivado de Kaikobad/Kayqubad, está ligado às suas raízes históricas e significa "rei de força", "grande líder" ou "sábio governante". Ele reflete características de soberania, justiça e poder, atribuídas a antigos reis e líderes nas tradições persa e árabe, como o rei Kayqubad I.
Kaiko era de descendência persa zoroastriana (parsi), uma comunidade que migrou para a Índia há séculos. Sua herança cultural influenciou sua visão artística e espiritual. 
O sobrenome Moti vem de Motiwalla, um sobrenome parsi que significa "vendedor de pérolas".